# トリノ
トリノ（伊: Torino ( 音声ファイル)）は、イタリアのピエモンテ州にある都市。人口約86万人の基礎自治体（コムーネ）。かつては100万都市だったが、昨今は都心部の人口減少により80万人台で推移している。
ピエモンテ州の州都であり、トリノ県の県都。都市圏の人口は約170万人にもなり、イタリア第4の都市である。
トリノは、ミラノに次ぐイタリア第2の工業都市であり、フィアットなどを中心とする自動車工業の拠点である。
近代にはサヴォイア家の王国であるサルデーニャ王国の首都が置かれた。サヴォイア王家の王宮群は世界遺産に登録されている。

## 概要

### 名称について
日本では「ト」に強勢を置いて「トリノ」と発音されることが多いが、標準イタリア語では [toˈrino] 、「リ」（ri）に強勢を置いて「トリーノ」という発音になる。そのため、原音に沿って「トリーノ」と表記されることも少なくない。紀元前にポー河上流にいたケルト系部族名に由来する。
標準イタリア語以外の言語では以下の名称を持つ。
- ピエモンテ語: Turin [tyˈriŋ] ( 音声ファイル)（テュリン、テュリーン）
- フランス語: Turin（テュラン）
- 英語: Turin [tjʊəˈrɪn, ˈtjʊərᵻn]（テューリン、テュリン、テュアリン）

日本語文献では、古い文献などで時に、英語名に基づいた「チューリン」の名称を用いているものもある。

## 地理

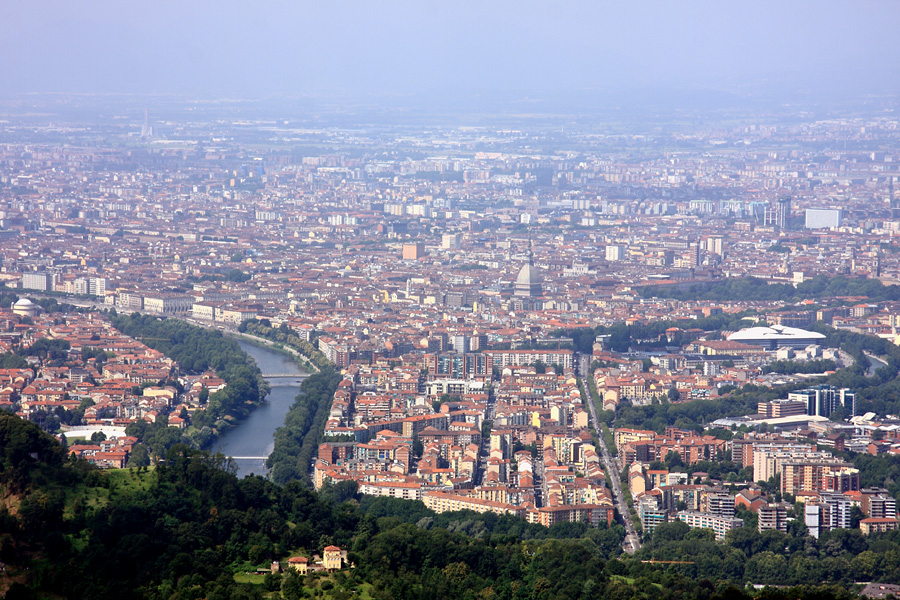
市内を流れるポー河

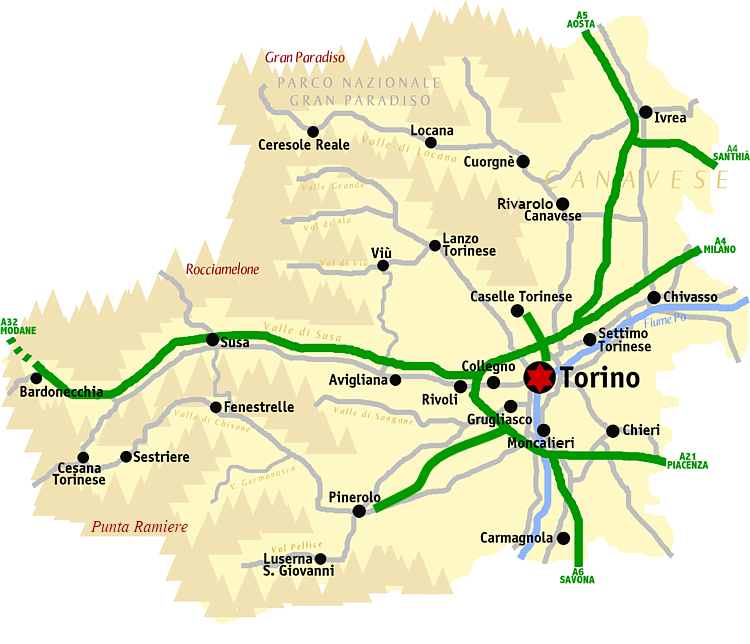
トリノ県概略図

### 位置
トリノ県南東部に位置するコムーネである。トリノはジェノヴァの西北約124km、ミラノの西南西約126km、ニースの北北東約156km、ジュネーヴの南東約174km、首都ローマの西北約522kmに位置する。

### 地形
すぐ西方にはアルプス山脈を控えていて、その東斜面に市街地が位置し、西方への道路はモンチェニージオ峠によってフランスと連絡している。また水利面ではポー河上流河畔に位置し、ミラノ付近ともカヴール運河で結ばれ、米の集散地として知られる。
トリノからキヴァッソ付近までのポー川沿岸の丘陵地であるコリーナ・トリネーゼは2016年にユネスコの生物圏保護区に指定された。

### 気候
ケッペンの気候区分では温暖湿潤気候（Cfa）に属する。
| トリノ (トリノ空港, 1961–1990)の気候           | トリノ (トリノ空港, 1961–1990)の気候 | トリノ (トリノ空港, 1961–1990)の気候 | トリノ (トリノ空港, 1961–1990)の気候 | トリノ (トリノ空港, 1961–1990)の気候 | トリノ (トリノ空港, 1961–1990)の気候 | トリノ (トリノ空港, 1961–1990)の気候 | トリノ (トリノ空港, 1961–1990)の気候 | トリノ (トリノ空港, 1961–1990)の気候 | トリノ (トリノ空港, 1961–1990)の気候 | トリノ (トリノ空港, 1961–1990)の気候 | トリノ (トリノ空港, 1961–1990)の気候 | トリノ (トリノ空港, 1961–1990)の気候 | トリノ (トリノ空港, 1961–1990)の気候 |
| 月                                             | 1月                                  | 2月                                  | 3月                                  | 4月                                  | 5月                                  | 6月                                  | 7月                                  | 8月                                  | 9月                                  | 10月                                 | 11月                                 | 12月                                 | 年                                   |
| ---------------------------------------------- | ------------------------------------ | ------------------------------------ | ------------------------------------ | ------------------------------------ | ------------------------------------ | ------------------------------------ | ------------------------------------ | ------------------------------------ | ------------------------------------ | ------------------------------------ | ------------------------------------ | ------------------------------------ | ------------------------------------ |
| 平均最高気温 °C （°F）                         | 5.8 (42.4)                           | 8.4 (47.1)                           | 12.7 (54.9)                          | 16.6 (61.9)                          | 20.7 (69.3)                          | 24.7 (76.5)                          | 27.6 (81.7)                          | 26.5 (79.7)                          | 23.1 (73.6)                          | 17.3 (63.1)                          | 10.8 (51.4)                          | 6.9 (44.4)                           | 16.8 (62.2)                          |
| 平均最低気温 °C （°F）                         | −3.3 (26.1)                          | −1.1 (30)                            | 2.1 (35.8)                           | 5.6 (42.1)                           | 9.9 (49.8)                           | 13.8 (56.8)                          | 16.3 (61.3)                          | 15.7 (60.3)                          | 12.6 (54.7)                          | 7.2 (45)                             | 1.8 (35.2)                           | −2.3 (27.9)                          | 6.5 (43.7)                           |
| 降水量 mm （inch）                             | 40.5 (1.594)                         | 52.5 (2.067)                         | 76.9 (3.028)                         | 104.1 (4.098)                        | 120.3 (4.736)                        | 97.6 (3.843)                         | 66.6 (2.622)                         | 79.8 (3.142)                         | 70.1 (2.76)                          | 88.9 (3.5)                           | 75.5 (2.972)                         | 41.6 (1.638)                         | 914.4 (36)                           |
| 平均降水日数                                   | 4.4                                  | 5.2                                  | 7.0                                  | 8.4                                  | 10.4                                 | 8.7                                  | 5.9                                  | 7.2                                  | 6.0                                  | 5.8                                  | 6.8                                  | 4.1                                  | 79.9                                 |
| % 湿度                                         | 75                                   | 75                                   | 67                                   | 72                                   | 75                                   | 74                                   | 72                                   | 73                                   | 75                                   | 79                                   | 80                                   | 80                                   | 74.8                                 |
| 平均月間日照時間                               | 111.6                                | 118.7                                | 158.1                                | 180.0                                | 195.3                                | 219.0                                | 260.4                                | 223.2                                | 168.0                                | 142.6                                | 105.0                                | 108.5                                | 1,990.4                              |
| 出典：Italian Air Force Meteorological Service |                                      |                                      |                                      |                                      |                                      |                                      |                                      |                                      |                                      |                                      |                                      |                                      |                                      |

### 隣接コムーネ
隣接するコムーネは以下の通り。
| - バルディッセーロ・トリネーゼ - ベイナスコ - ボルガロ・トリネーゼ - コッレーニョ - グルリアスコ - マッパノ - モンカリエーリ - ニケリーノ - オルバッサーノ - ペチェット・トリネーゼ - ピーノ・トリネーゼ - リーヴォリ - サン・マウロ・トリネーゼ - セッティモ・トリネーゼ - ヴェナリーア・レアーレ |

## 歴史

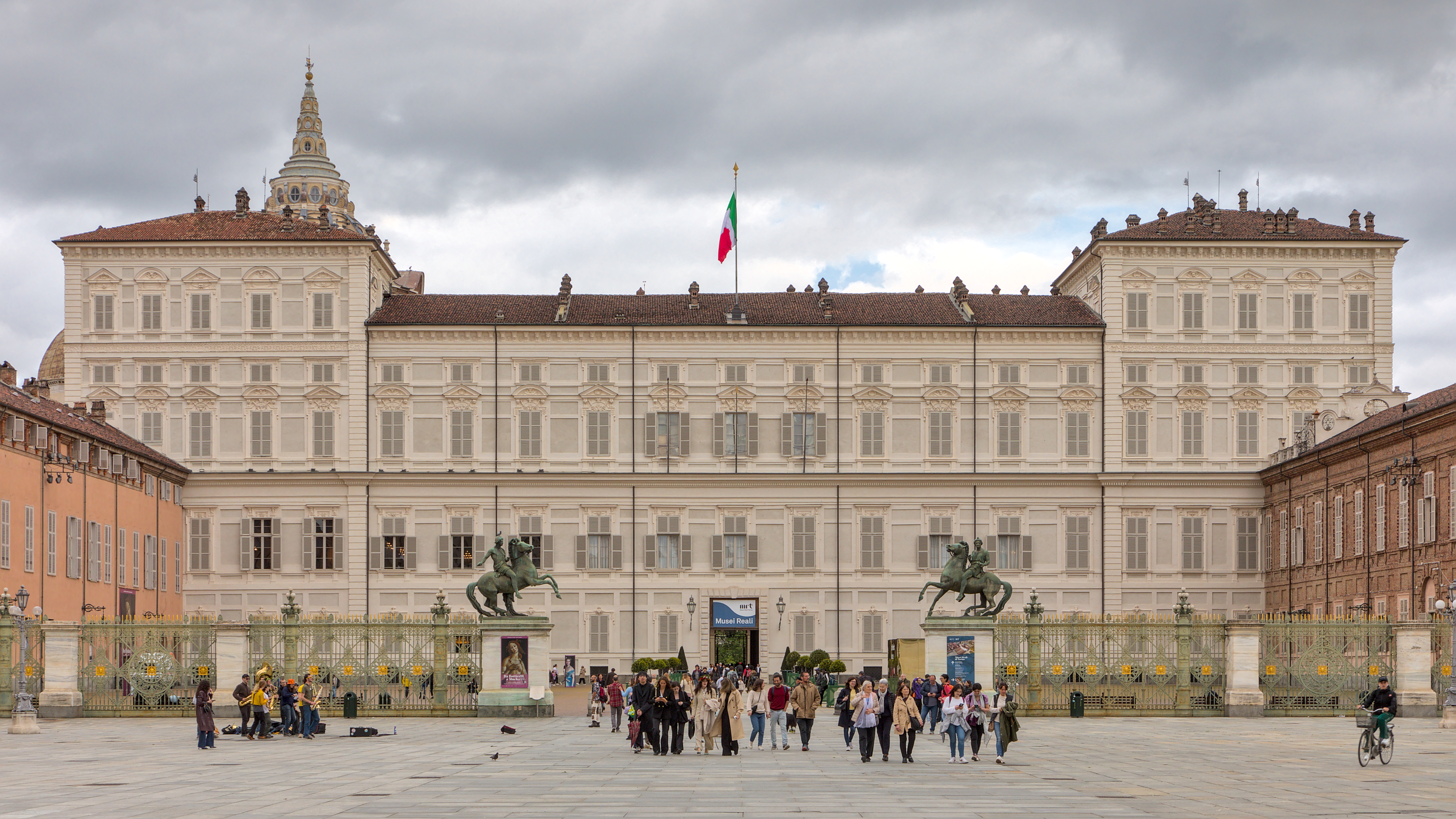
サヴォイア家王宮

### 古代
古代ローマ時代以前にはタウリニー人（Taurini）が居住した。
後にローマ共和国領となり、紀元前1世紀にローマ人によってカストラ・タウリノールム（Castra Taurinorum）と命名された。後にアウグストゥスにちなんでアウグスタ・タウリノールム（Augusta Taurinorum）と改名された。
トリノの名はタウリノールムに由来する。

### 中世

#### サヴォイア家
- 1536年から1562年にかけてフランス王国の占領後はサヴォイア家に帰属した地域であった。

### 近世
スペイン継承戦争では1706年にフランスに包囲されたがサヴォイアが勝利したトリノの戦いがあった。

### 近代

#### リソルジメント（イタリア統一）
- 諸外国との戦争後の1720年より1861年までサルデーニャ王国の首都であった。
- イタリア統一運動（リソルジメント）後は1861年より1865年までイタリア王国と改称したサルデーニャ王国の首都となった。

### 現代
- 2006年、トリノオリンピック・パラリンピックが開催された。

## 対外関係

### 姉妹都市・提携都市
- デトロイト（アメリカ合衆国 ミシガン州）
- コルドバ（アルゼンチン共和国 コルドバ州）
- グラスゴー（イギリス連合王国 スコットランド国 ストラスクライド地方 グラスゴー都市州）
- ハイファ（イスラエル国 ハイファ地区）
- ロッテルダム（オランダ王国 南ホラント州）
- ケツァルテナンゴ（グアテマラ共和国 ケツァルテナンゴ県）
- 瀋陽市（中華人民共和国 遼寧省）
- 名古屋市（日本国 中部地方 愛知県）[8]- 2005年（平成17年）5月に姉妹都市提携調印。
- ケルン（ドイツ連邦共和国 ノルトライン・ヴェストファーレン州）
- ガザ（パレスチナ国 ガザ県）
- シャンベリ（フランス共和国 オーヴェルニュ・ローヌ・アルプ地方 サヴォワ県）
- リール（フランス共和国 オー・ド・フランス地方 ノール県）
- カンポ・グランデ（ブラジル連邦 マットグロッソ・ド・スル州）
- ヴォルゴグラード（ロシア連邦 南部連邦管区 ヴォルゴグラード州）
- リエージュ（ベルギー王国 ワロン地域 リエージュ州）
- エシュ･シュル･アルゼット（ルクセンブルク大公国 エシュ・シュル・アルゼット県）
- 深圳市（中華人民共和国 広東省）

## 経済

### 第二次産業

#### 工業
自動車
自動車を中核とする国内最大の民間企業グループ、フィアットの企業城下町として発展した。そのフィアット・オート社の本社及び主要工場がある。そのうちのひとつに著名な世界最大の工場といわれたリンゴット工場があり、近年ショッピングモール、コンベンションセンター、コンサートホール、ホテル、オフィスなどを含む都市型コンプレックスに生まれ変わった。なおフィアットは近年、経営不振に陥り、従業員が最盛期の8分の1程度に減っている。
また、自転車メーカージオス（GIOS）の本拠地としても知られている。
航空宇宙産業
イタリアにおける航空産業の中心地。「アリアン」ロケットもトリノにて「フィンメカニカ」社の子会社「アレニア」社にて一部生産された。
上記のように工業が盛んで、ミラノに次ぐイタリア第2の工業都市である。

### 第三次産業
映画産業
イタリアにおけるメディア産業が始まった都市でもある。イタリア放送協会（RAI）はトリノで設立された。またマカロニ・ウェスタンで知られるイタリアの映画産業もトリノが中心であった。国立映画博物館がある。
観光業
世界遺産の王宮（サヴォイア王家の王宮群）もあり、2006年トリノオリンピックを機会に、観光産業にも力を入れつつある。

## 情報・生活

### マスメディア

#### 新聞社
イタリアで3番目に発行部数の多い日刊紙『ラ・スタンパ』（「新聞」）の拠点。2005年時点の発行部数は50万部。ピエモンテ州とリグリア州で読まれている。ラ・スタンパは1867年にトリノでGazzetta Piemontese（「ピエモンテ新聞」）として創刊された。2005年現在、紙面の政治的な傾向は自由主義的である。

## 教育

### 大学
- トリノ大学
- トリノ工科大学

## 交通

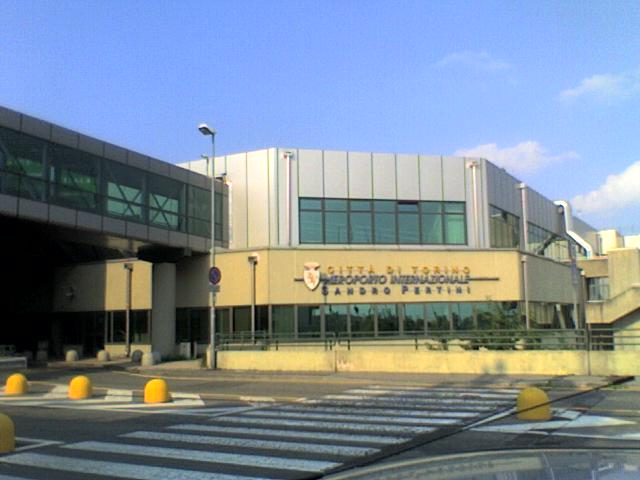
トリノ空港

トリノメトロ

### 空路

#### 空港
トリノ北西15kmの郊外にトリノ空港 (Aeroporto di Torino) があり、パリ（フランス）、フランクフルト・アム・マイン（ドイツ）などヨーロッパ主要都市と直接結んでいる。

### 鉄道

#### 国鉄
トレニタリア（旧イタリア国鉄）の主要な駅として、ポルタ・ヌオーヴァ (Porta nuova) 駅とポルタ・スーザ (Porta Susa) 駅がある。ミラノからの列車はポルタ・ヌオーヴァ駅に終着するが、多くの国際列車はトリノ・ポルタ・スーザ駅にしか止まらない。

#### トラム
市内交通はトラム（トリノ市電）が発達している。

#### 地下鉄
トリノ地下鉄1号線（リネア1）がオリンピックを契機とした都市開発で建設される。2006年2月4日に開通。イタリア初の自動運転の車両を導入し、ポルタ・スーザとコレーニョ間（7.5km, 10区間11駅）を結ぶ。

### 道路

#### 高速道路
高速道路（アウトストラーダ）ではミラノ、ジェノヴァ、アオスタ渓谷州、バルドネッキア方面など各方面から郊外の環状高速へつながっている。

## 観光

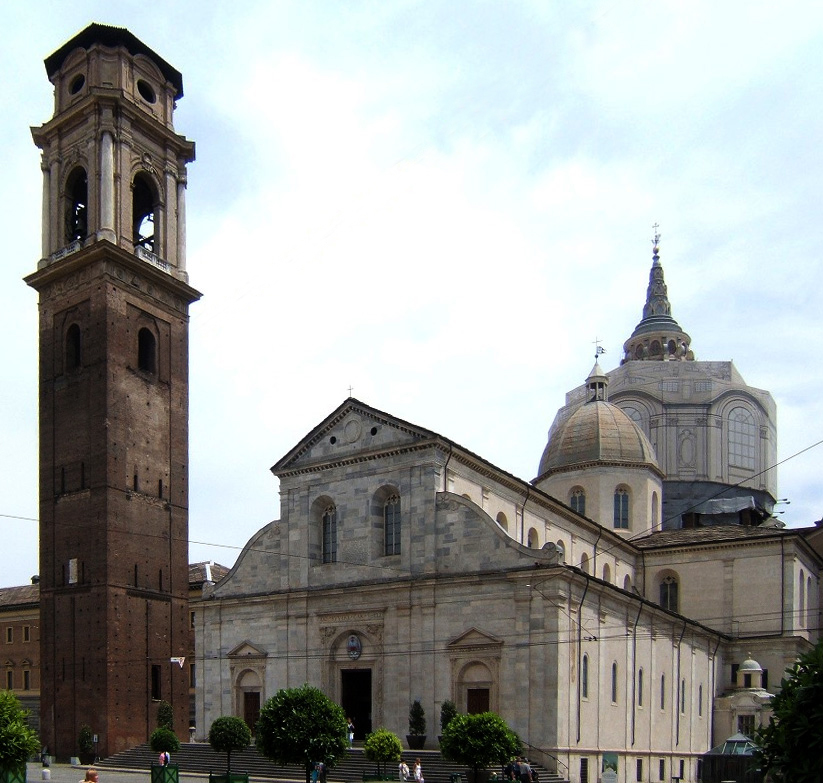
トリノ大聖堂

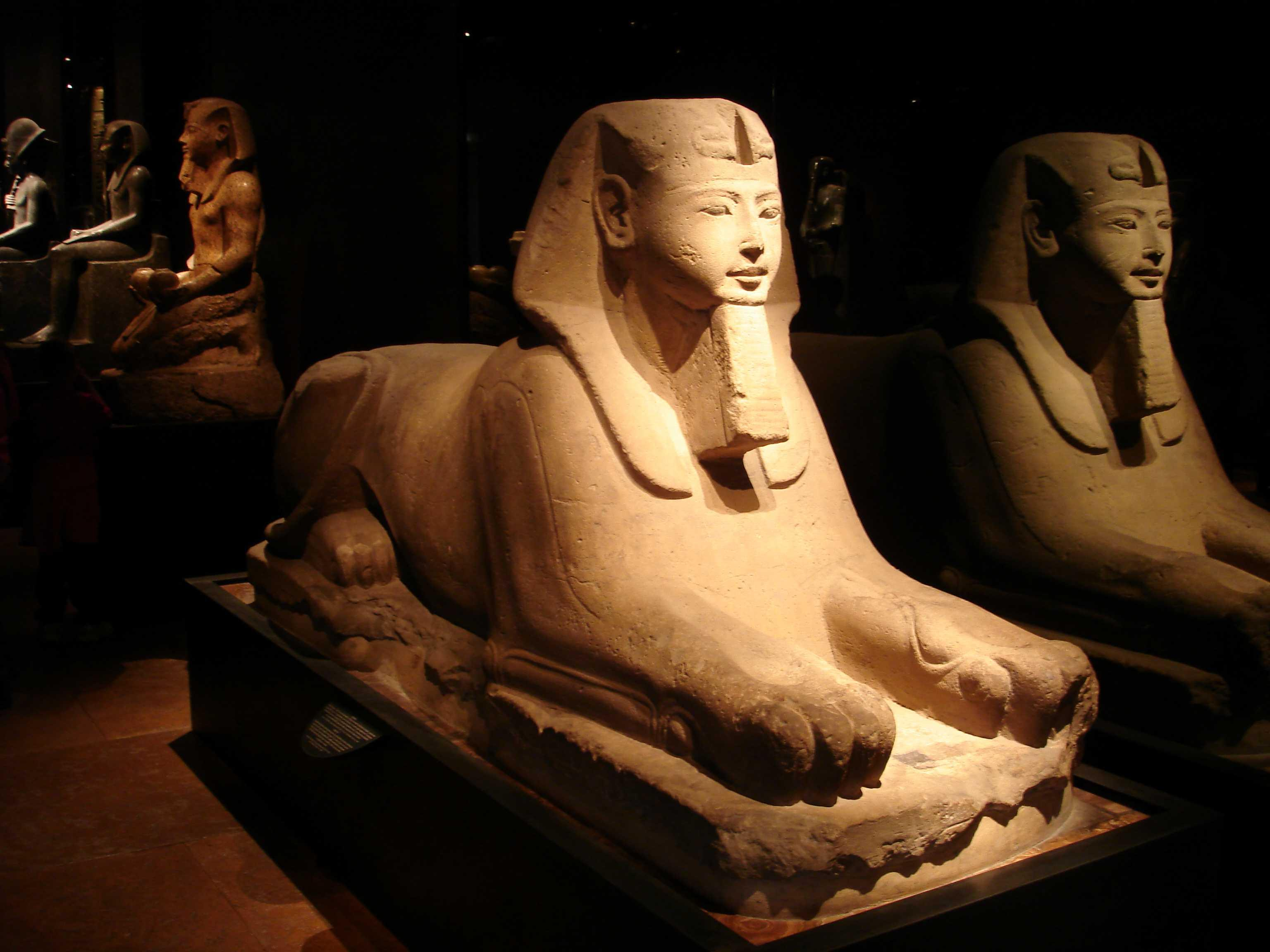
スフィンクス像（エジプト博物館蔵）

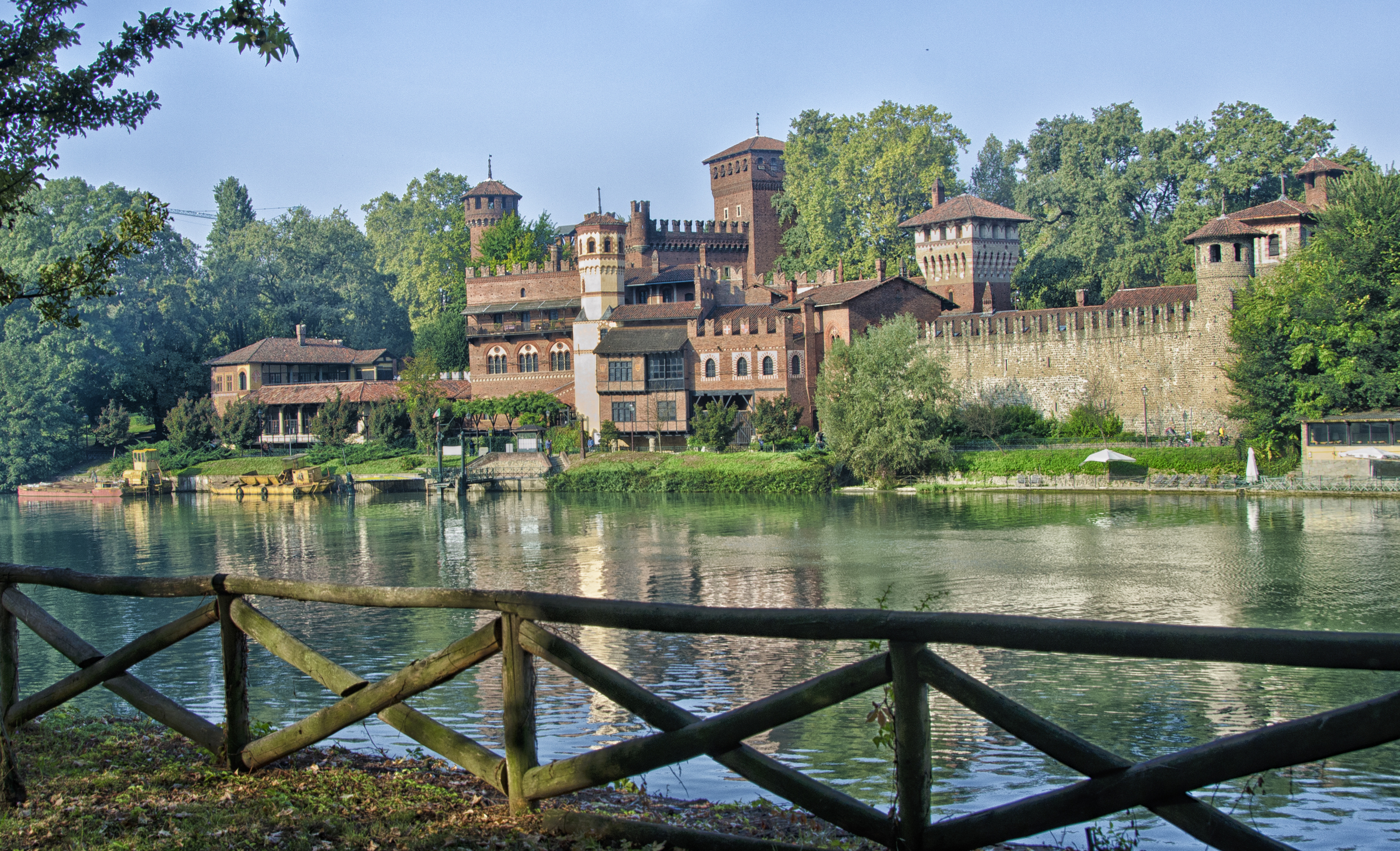
ヴァレンチノ公園

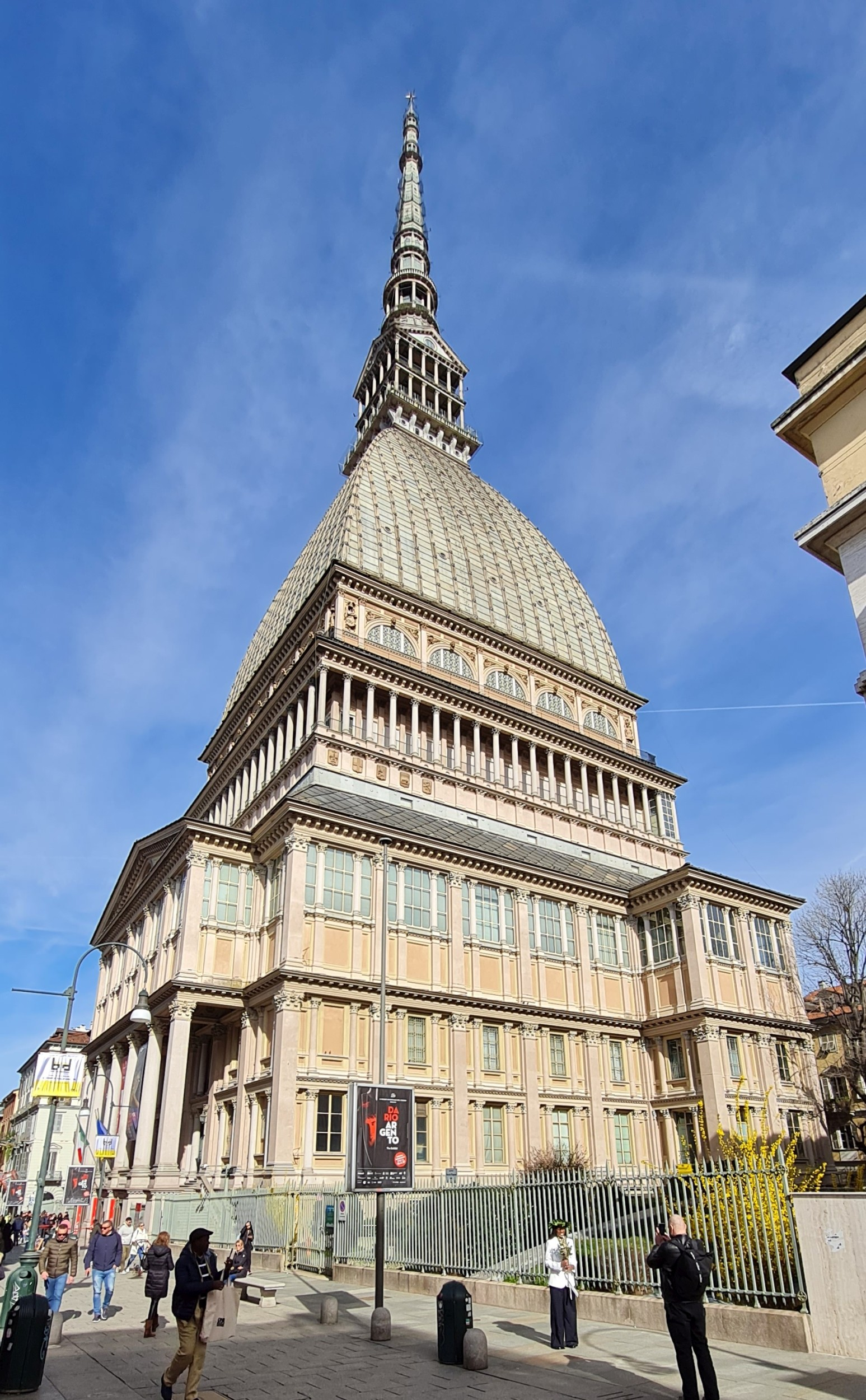
モーレ・アントネリアーナ

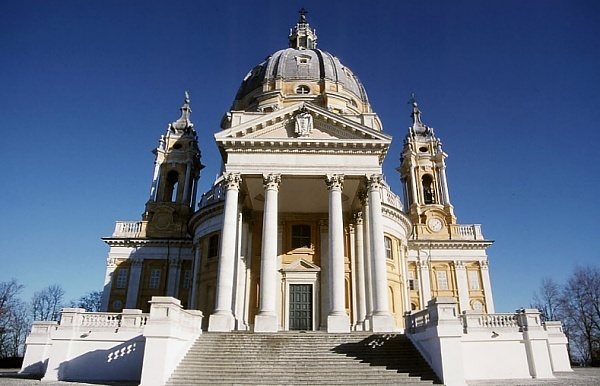
スペルガ聖堂

従来から工業都市とのイメージの強いトリノだが、2006年の冬季オリンピック招致を契機に観光都市としてのプロモーションを強化している。
主な観光地は下記の通り。
王宮 (Palazzo Reale)
リソルジメント（イタリア統一）時のサヴォイア家の王宮。
マダマ宮殿 (Palazzo Madama)
ローマ遺跡の上に立つ王妃用の宮殿。
王宮図書館 (Biblioteca Reale)
1837年に建てられた。レオナルド・ダ・ヴィンチの自画像や自筆の原稿などがある他、様々な美術品も所蔵し、公開している。
カリニャーノ宮殿 (Palazzo Carignano)
イタリア最初の国会議事堂として使用された。国立博物館がある。
聖骸布教会 (Cattedrale di San Giovanni Battista)
かつて聖骸布を収めていたルネサンス様式の教会。
リヴォリ城 (Castello di Rivoli)
トリノ西郊外の丘の上にあるサヴォイア家の城。現在、美術館がある。
スペルガ聖堂 (Basilica di Superga)
1731年に完成された郊外の大聖堂。
モーレ・アントネリアーナ (Mole Antonelliana)
国立映画博物館 (Museo Nazionale del Cinema) の入ったトリノのシンボル。1889年に建造されたタワーが街の象徴となっている。
レージョ劇場
トリノ市街中心部にある歌劇場。
自動車博物館 (Museo dell'automobile)
様々な新旧の自動車が展示された博物館。フィアット社のお膝元だけあって、そのコレクションは世界でも有数である。
エジプト博物館 (Museo Egizio)
1824年に設立され、収蔵品は3万点を超えるエジプト国外有数の古代エジプト博物館。
サバウダ美術館 (Galleria Sabauda)
サヴォイア家のコレクションを展示。
リンゴット (Lingotto)
1923年に完成した元フィアット工場。その前衛的な建築を生かし、現在はショッピングモールやホテル、コンベンションセンターなどのコンプレックスとなっている。
アトリウム・トリノ (Atrium Torino)
トリノ市とトリノオリンピックに関する博物館。
カフェ・トリノ (Caffe' Torino)
イタリア・カフェ文化の発祥の地。
トリノのポルチコ
トリノのポルチコも「ボローニャのポルチコ」と並んで有名。
ポルタ・パラッツォ
ヨーロッパ最大級の青空市場。

## 文化・名物

### 食文化

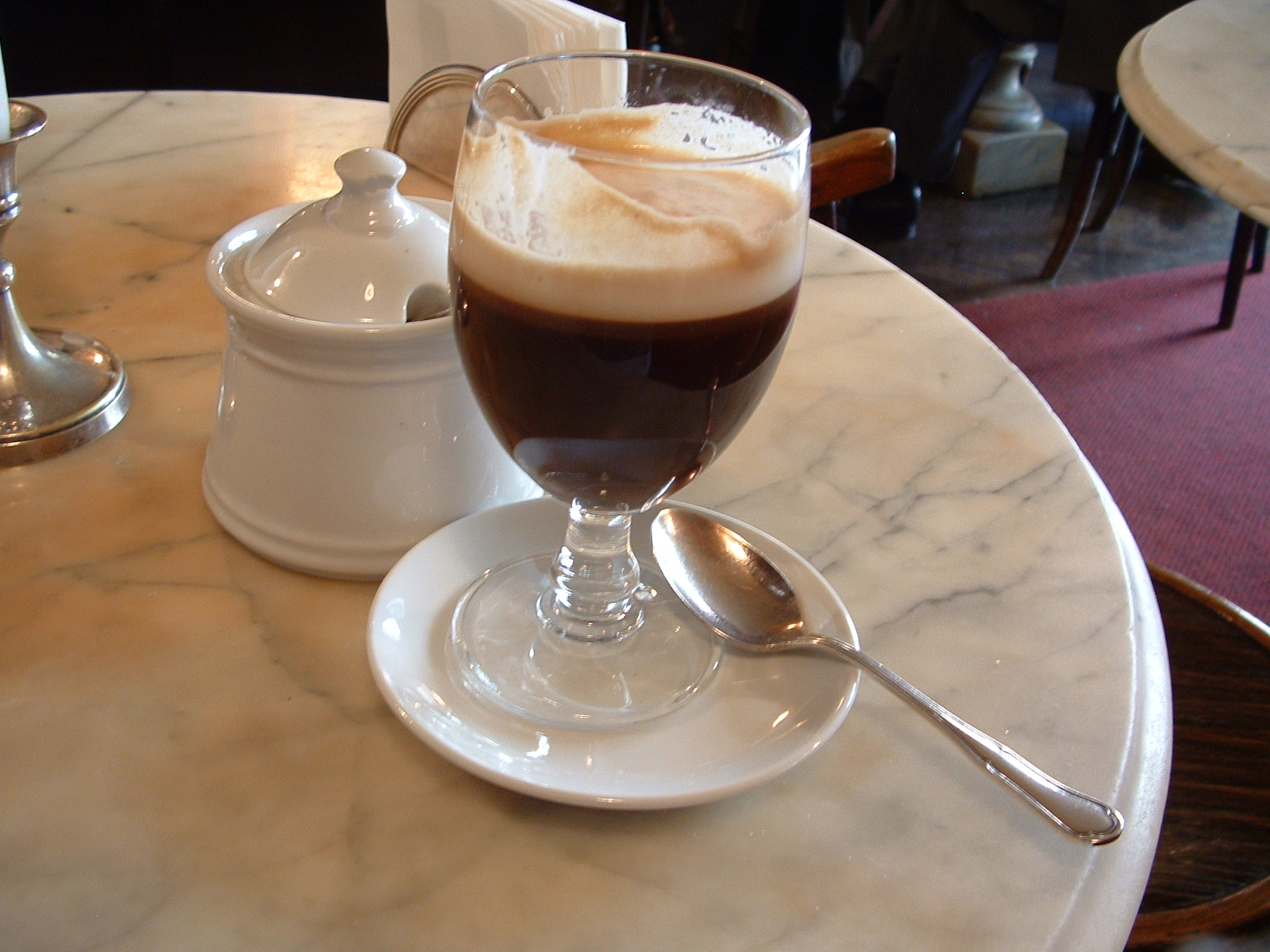
トリノ名物の飲物「ビチェリン」

- イタリアンカフェ - 上述したカフェ・トリノ (Caffe' Torino)はイタリア・カフェ文化の発祥の地。
- ビチェリン - 1763年創業のトリノ最古のカフェ「Caffé al Bicerin』が有名で、その店名を冠したチョコレートドリンク「ビチェリン」が名物。現在ではトリノの様々なカフェでそれぞれの「ビチェリン」が提供され観光客の目当てになっている。
- ボネ - トリノ名物のココアプリン。アマレッティというアーモンドプードルを使ったビスケットや、マカロンを砕いて加えるのが特徴。

### 公用語
公用語は標準イタリア語だが、フランスに近接しているためフランス語も使用されることがある。

### スポーツ

#### 国際大会
トリノでは1959年に記念すべき第1回夏季ユニバーシアードが開催された。2006年には冬季オリンピック・パラリンピックであるトリノオリンピック・パラリンピックが開催され、2007年には冬季ユニバーシアードも開催された。。2021年には男子プロテニスの最終戦であるATPファイナルズがトリノで開催された。2025年にも冬季ワールドユニバーシティーゲームズが開催される。

#### サッカー
イタリア・サッカーリーグのセリエAに所属している、ユヴェントスFCおよびトリノFCの2チームは、トリノをホームタウンとしている。特にユヴェントスはヨーロッパ屈指の名門クラブであり、スクデット獲得（優勝）回数はリーグ最多の36回を数える。コッパ・イタリアでも大会最多の14回の優勝を成し遂げている。スーペルコッパ・イタリアーナにおいても、大会最多となる9回の優勝を誇る。UEFAチャンピオンズリーグでも2度制覇しており、そのクラブの功績はイタリア国内ではACミランやインテルと並ぶ。

#### バスケットボール
- バスケット トリノ（レガ・バスケット・セリエA・A2）- パラベラを本拠地とする。

## 出身関連著名人

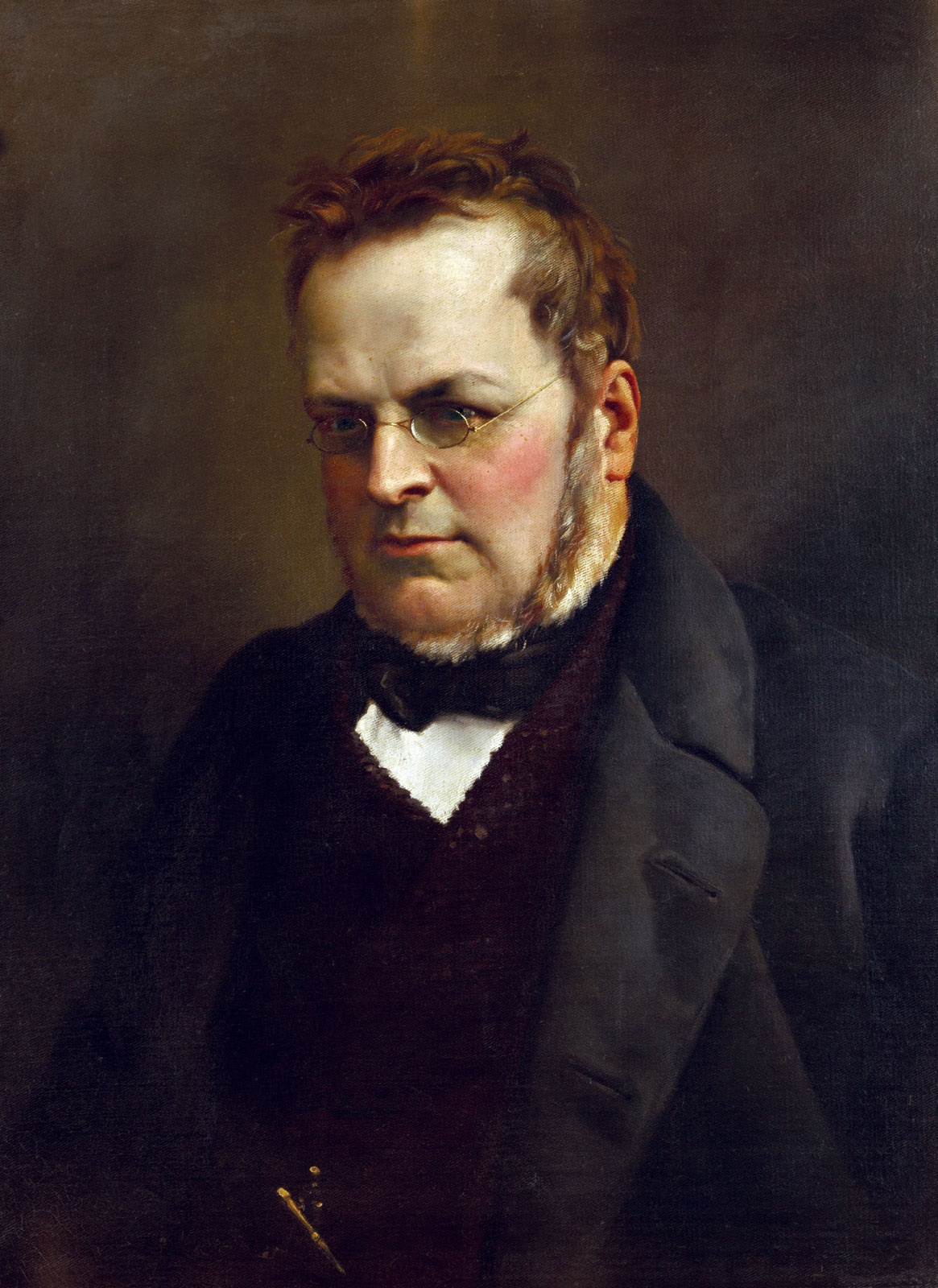
カミッロ・カヴール

### 出身著名人
- ジョゼフ＝ルイ・ラグランジュ - 18-19世紀の数学者・天文学者。
- アメデオ・アヴォガドロ - 18-19世紀の物理学者・化学者。
- カミッロ・カヴール - 19世紀の政治家、イタリア王国の初代首相。イタリア統一の三傑。
- ピエロ・スラッファ - 20世紀の経済学者。
- カルロ・レーヴィ - 20世紀の画家・作家・医師、反ファシズム活動家。
- リータ・レーヴィ＝モンタルチーニ - 20-21世紀の神経学者。
- サルバドール・エドワード・ルリア - 20世紀の遺伝学者。
- プリーモ・レーヴィ - 20世紀の化学者・作家。
- ジャンニ・アニェッリ - 20-21世紀の実業家、フィアットの名誉会長。創業者の孫。
- ニニ・ロッソ　(1926年 - 1994年)　-トランペット奏者。
- トゥーリオ・レッジェ - 理論物理学者。
- ウンベルト・トッツィ（英語版） - 歌手。
- アレッサンドロ・バリッコ - 作家。
- カーラ・ブルーニ - モデル・歌手。サルコジ仏大統領夫人。
- ジジ・ダゴスティーノ（英語版） - DJ。
- マウロ・ピコット - DJ, トラックメーカー。

### ゆかりの人物
- ヨハネ・ボスコ - カトリック司祭・教育者、サレジオ会設立者。トリノで活動。
- ジョヴァンニ・アニェッリ - 19-20世紀の実業家、フィアット（「トリノのイタリア自動車製造所」）創業者。
- フリードリヒ・ニーチェ   - 1888年春以降保養地をニースからトリノ市に移し、同地を大いに気に入り、多幸感の中で五冊もの著書を書き上げる。1889年1月３日カルロ・アルベルト広場で昏倒する事件を起こし発狂。2002年にイタリア映画『ニーチェのトリノでの日々(I giorni di Nietzsche a Torino)』が公開。

## ギャラリー

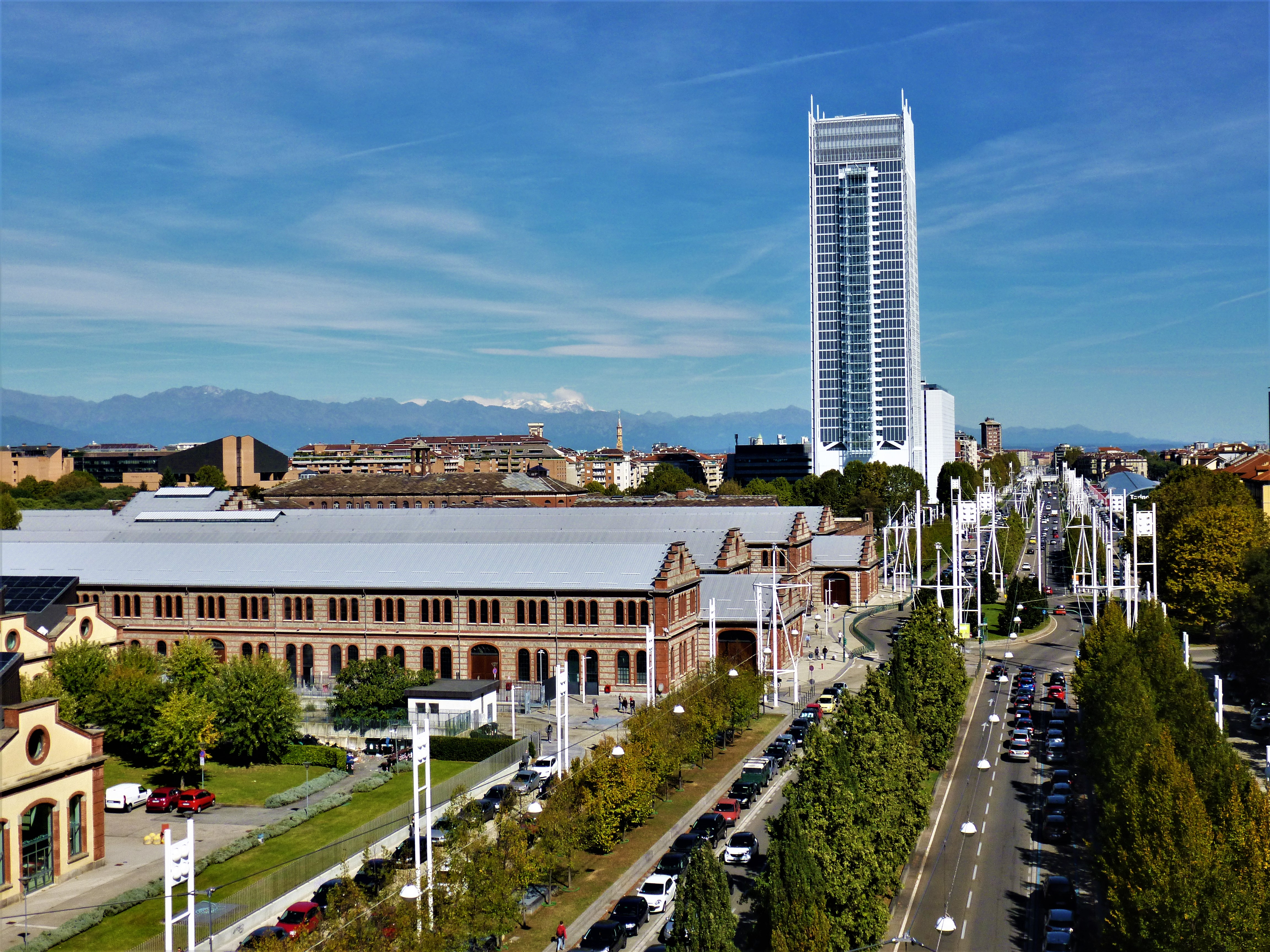
トリノ工科大学
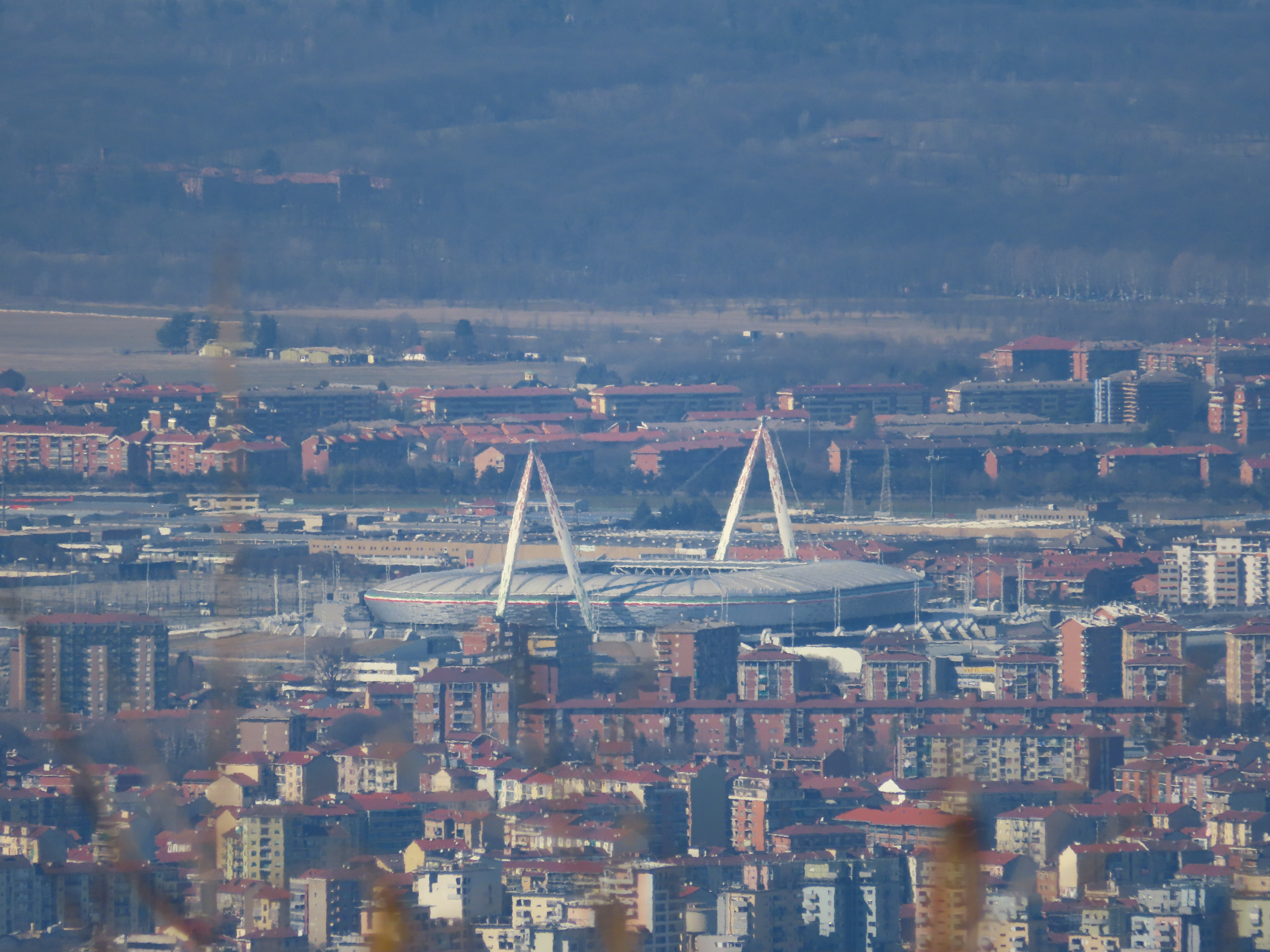
アリアンツスタジアム